# Labordia triflora
Labordia triflora är en tvåhjärtbladig växtart som beskrevs av Wilhelm B. Hillebrand. Labordia triflora ingår i släktet Labordia och familjen Loganiaceae. Inga underarter finns listade i Catalogue of Life.